# Orthometopon ferrarai
Orthometopon ferrarai is een pissebed uit de familie Trachelipodidae. De wetenschappelijke naam van de soort is voor het eerst geldig gepubliceerd in 1983 door Helmut Schmalfuss.